# یاستروویتس
یاستروویتس (به لاتین: Jastrowiec) یک روستا در لهستان است که در گمینا بولکوو واقع شده‌است. یاستروویتس ۱۶۳ نفر جمعیت دارد.